# Андрієвка (Архангельський район)
Андрі́євка (рос. Андреевка, башк. Андреевка) — присілок у складі Архангельського району Башкортостану, Росія. Входить до складу Орловської сільської ради.
Населення — 46 осіб (2010; 46 у 2002).
Національний склад:
- росіяни — 85 %